# In Place of Real Insight
In Place of Real Insight è il secondo album del gruppo musicale statunitense Karate, pubblicato nel 1997.

## Tracce
1. This, Plus Slow Song – 2:24
2. New Martini – 3:36
3. Wake Up, Decide – 3:05
4. It's 98 Stop – 4:30
5. New New – 2:46
6. The New Hangout Conditions – 5:04
7. On Cutting – 4:24
8. Die Die – 2:40
9. Today or Tomorrow – 1:59

## Formazione
- Geoff Farina - voce chitarra
- Jeff Goddard - basso elettrico
- Gavin Mc Carthy - batteria
- Eamon Vitt - chitarra